# The ABBA Generation
The ABBA Generation — дебютный студийный альбом группы A*Teens, вышедший в 1999 году. Диск полностью состоит из кавер-версий песен ABBA. Он стал самым успешным альбомом группы, разойдясь тиражом около 3,5 млн экземпляров (на 2002 год) и получив статус золотого или платинового в 22 странах (на 2001 год).
По оценке президента звукозаписывающей компании Stockholm Record Ола Хаканссона, «The ABBA Generation» принёс бывшим участникам ABBA Бьорну Ульвеусу и Бенни Андерссону роялти в размере 30—50 млн шведских крон.

## Список композиций[4]
1. Mamma Mia — 3:45
2. Gimme! Gimme! Gimme! (A Man After Midnight) — 3:56
3. Super Trouper — 3:52
4. One of Us — 3:55
5. Voulez-Vous — 3:41
6. SOS — 3:11
7. Dancing Queen — 3:52
8. Take a Chance on Me — 3:51
9. Lay All Your Love on Me — 4:03
10. The Name of the Game — 4:20
11. Our Last Summer — 4:28

### Бонус-треки
- В японской версии альбома — «Knowing Me, Knowing You».
- В латиноамериканской версии альбома — «Mamma Mia» и «Gimme! Gimme! Gimme!» на испанском языке.

## Синглы
- Mamma Mia (1999)
- Super Trouper (1999)
- Gimme! Gimme! Gimme! (1999)
- Dancing Queen (2000)

## Хит-парады
| Страна     | Позиция |
| ---------- | ------- |
| Австрия    | 2       |
| Бельгия    | 14      |
| Нидерланды | 2       |
| Норвегия   | 2       |
| США        | 71      |
| Финляндия  | 2       |
| Франция    | 39      |
| Швейцария  | 12      |
| Швеция     | 1       |